# Летище „Шереметиево – А. С. Пушкин“
Летище „Шереметиево – А. С. Пушкин“ (на руски: Международный аэропорт Шереметьево имени А. С. Пушкина) е международно летище от федерално значение, едно от четирите основни летища на Москва и Московска област (заедно с Летище Домодедово, Внуково и Жуковски), първо в Русия по обем на пътникопотока, също така влиза в двадесетте най-големи летища на Европа.
Разположено е на 31 km северозападно от Москва, на територията на градския окръг Химки в Московска област, между градовете Химки и Лобня. Разстоянието от московския околовръстен път по Ленинградското шосе до терминал „А“ е 13 km, до терминали „D“, „E“ и „F“ – 9 km.
Шереметиево е летището на авиокомпанията „Аерофлот“.
Летище Шереметиево включва четири пътнически терминала: „А“ (терминал за бизнес-авиация), „D“, „E“, „F“ (преди Шереметиево-2) и товарен терминал „Шереметиево-Карго“.
От юни 2019 г. летище Шереметиево носи името на Александър Пушкин.